# مجموعات متفارقة

مجموعات منفصلة

في نظرية المجموعات، يقال أن مجموعتين منفصلتان (بالإنجليزية: Disjoint set)‏  عندما لا يشتركان بأي عنصر من العناصر. وفي هذه الحالة تقاطعها يولد مجموعة خالية من العناصر. مع العلم بأنه في نظرية المجموعات يقال أن المجموعة A تنتمي للمجموعة B أو أن المجموعة B شاملة (super set) للمجموعة A إذا كل عنصر من عناصر A ينتمي للمجموعة B. وفي هذه الحالة نصف العلاقة تضمين(inclusion)؛ أو احتواء (containment)؛ أو تطابق (coincidence) في الحالات التي تكون فيها كل عناصر المجموعة A متطابقة مع كل عناصر المجموعة B.